# Municipio de Jefferson (condado de Tuscarawas)
El municipio de Jefferson (en inglés: Jefferson Township) es un municipio ubicado en el condado de Tuscarawas en el estado estadounidense de Ohio. En el año 2010 tenía una población de 970 habitantes y una densidad poblacional de 16,74 personas por km².

## Geografía
El municipio de Jefferson se encuentra ubicado en las coordenadas 40°23′6″N 81°34′8″O / 40.38500, -81.56889. Según la Oficina del Censo de los Estados Unidos, el municipio tiene una superficie total de 57.95 km², de la cual 57,92 km² corresponden a tierra firme y (0,04 %) 0,02 km² es agua.

## Demografía
Según el censo de 2010, había 970 personas residiendo en el municipio de Jefferson. La densidad de población era de 16,74 hab./km². De los 970 habitantes, el municipio de Jefferson estaba compuesto por el 98,87 % blancos, el 0,1 % eran afroamericanos, el 0,21 % eran de otras razas y el 0,82 % eran de una mezcla de razas. Del total de la población el 0,31 % eran hispanos o latinos de cualquier raza.